# Xiao Ruoteng
Xiao Ruoteng (n. 30 ianuarie 1996, Beijing, Republica Populară Chineză) este un gimnast artistic ce a reprezentat Republica Populară Chineză, medaliat olimpic. A participat la două ediții ale Jocurilor Olimpice (2020, 2024) în care a câștigat două medalii de argint și trei medalii de bronz.